# Scalpellum robustum
Scalpellum robustum är en kräftdjursart som beskrevs av Reuss 1864. Scalpellum robustum ingår i släktet Scalpellum och familjen Scalpellidae. Inga underarter finns listade i Catalogue of Life.